# آلن اوکس
آلن اوکس (انگلیسی: Alan Oakes؛ زادهٔ ۷ سپتامبر ۱۹۴۲) یک بازیکن فوتبال اهل بریتانیا است.